# 哈金·扎爾達里
哈金·阿里·扎爾達里（1930年12月9日—2011年5月24日）是一位巴基斯坦政治家，農學家和商人，什葉派穆斯林，巴基斯坦人民黨籍。1972年至1977年担任巴基斯坦国民议会议员，1988年至1990年再次担任议员，1993年至1996年再次担任议员。他是前總統阿西夫·阿里·扎爾達里的父親。